# سارا كارمو
سارا كارمو هي متسابقة يخت برتغالية، ولدت في 12 أكتوبر 1986.

## وصلات خارجية
- سارا كارمو على موقع أوليمبيديا (الإنجليزية)